# آوتیس ترزیباشیان
آوتیس هاروتیونی ترزیباشیان (ارمنی: Ավետիս Հարությունի Թերզիբաշյան؛  زادهٔ ۲ سپتامبر ۱۸۷۳ - درگذشته ۳۱ مارس ۱۹۴۷)، نویسنده و سیاستمدار اهل ارمنستان بود.

## زندگی‌نامه
وی در ۲ سپتامبر ۱۸۷۳ در وان به دنیا آمد و مدارس عیسویان و یرمیان در زادگاهش تحصیل نمود. وی در وان، ارمنستان شرقی، کنستانتینوپل و پاریس زندگی کرد. ترزیباشیان عضو حزب لیبرال دموکرات ارمنی بود. وی سمت شهرداری وان را نیز برعهده داشت. وی همچنین در مقاومت وان شرکت نمود. وی در ۳۱ مارس ۱۹۴۷ در سن ۷۳ سالگی در پاریس درگذشت.